# Yakup Kulmiy
Yakup Kulmiy (cirílico ruso, Якуб Кулмый; bashkir, Яҡуп Ҡулмый; Kanakaevo, 7 de septiembre de 1918 - ibídem, 11 de octubre de 1994) fue un poeta ruso, autor de más de 20 poemarios y participante en la Segunda Guerra Mundial, hecho por el que fue condecorado con la Orden de la Guerra Patria y otros galardones. 
De entre sus obras destacan: Obras selectas (1968), La belleza del alma (1971) o El sol del alma (1990), Líricas (1993).

## De la memoria
En mayo de 2013 en Kanakaevo fue inaugurado el parque y el monumento (busto), dedicado a la memoria del poeta.